# Hardcore Justice (2011)
Hardcore Justice (2011) foi um evento pay-per-view realizado pela Total Nonstop Action Wrestling, ocorreu no dia 7 de agosto de 2011 no Impact Wrestling Zone na cidade de Orlando, Florida. Esta foi a sétima edição da cronologia do Hardcore Justice.

## Antes do evento
Hardcore Justice teve lutas de wrestling profissional envolvendo diferentes lutadores com rivalidades e storylines pré-determinadas que se desenvolveram no IMPACT Wrestling — programa de televisão da Total Nonstop Action Wrestling (TNA). Os lutadores interpretaram um vilão ou um mocinho seguindo uma série de eventos para gerar tensão, culminando em várias lutas.

## Resultados
| #                              | Lutas | Estipulação                                            | Tempo |
| ------------------------------ | --- | ------------------------------------------------------ | ----- |
| 1                              | Brian Kendrick (c) derrotou Alex Shelley e Austin Aries                                                   | Three Way match pelo TNA X Division Championship       | 13:10 |
| 2                              | TnT (Miss Tessmacher e Tara) (c) derrotaram Mexican America (Rosita e Sarita)                             | Tag team match pelo TNA Knockout Tag Team Championship | 07:08 |
| 3                              | D'Angelo Dinero derrotou Devon                                                                            | Singles match pela Bound for Glory Series              | 09:33 |
| 4                              | Winter (com Angelina Love) derrotou Mickie James (c)                                                      | Singles match pelo TNA Knockouts Championship          | 08:58 |
| 5                              | Crimson derrotou Rob Van Dam (com Jerry Lynn) por desqualificação.                                        | Singles match pela Bound for Glory Series              | 08:40 |
| 6                              | Fortune (A.J. Styles, Kazarian e Christopher Daniels) derrotaram Immortal (Gunner, Abyss e Scott Steiner) | Six-Man Tag Team match                                 | 14:42 |
| 7                              | Bully Ray derrotou Mr. Anderson                                                                           | Singles match                                          | 10:04 |
| 8                              | Beer Money, Inc. (Bobby Roode e James Storm) (c) derrotaram Mexican America (Anarquia e Hernandez)        | Tag team match pelo TNA World Tag Team Championship    | 10:41 |
| 9                              | Kurt Angle derrotou Sting (c)                                                                             | Singles match pelo TNA World Heavyweight Championship  | 15:22 |
| (c) - Campeão(s) antes da luta | |                                                        |       |